# 阿莱克斯·冈萨雷斯
阿莱克斯·冈萨雷斯（Álex González，全名亚历山大·路易斯·冈萨雷斯，Álexander Luis González，1977年2月15日—）出生于委内瑞拉阿拉瓜州，現為美国职棒大联盟密爾瓦基釀酒人的游击手，之前他曾在佛罗里达马林鱼、波士顿红袜、辛辛那提红人和、多倫多藍鳥效力过。他在佛罗里达打球期间被赋予了“鲈鱼”（Sea-bass）的昵称。
冈萨雷斯被认为是大联盟防守最好的游击手之一。他的速度和反应快，守备范围大，常常能做出一些杂耍般的防守动作。他是从2003年到2007年连续5个赛季失误数都少于17个（至少98场先发）的两位游击手之一（另一位是吉米·罗林斯）。
冈萨雷斯在打击方面偏弱，因为选球不好，因此常常去追打一些坏球。但他偶尔也能给球队做出一些贡献，并且触击的能力不错。

## 职业生涯

### 1999年－2008年
1999年作为新人的他就入选了全明星赛，他也成为了第二位作为新秀游击手便入选国家联盟全明星阵容的球员。这一年他在最佳新人的评选中名列国联第四。在之后的几年中他一直受到一些伤病的困扰，很少能完整地打满一个赛季。在2003年世界大赛中冈萨雷斯扮演了很重要的角色。在第四场的第12局下半，冈萨雷斯击出了再见全垒打，帮助球队将总比分扳为2比2。之后在第五场他又击出了追平比分的二垒安打，在第六场和最后一场也跑回了关键的分数，帮助球队拿到世界大赛冠军。
2005赛季结束后，冈萨雷斯离开了效力了8个赛季的佛罗里达马林鱼，和波士顿红袜签下了一年的合约。2006年冈萨雷斯整个赛季仅仅只有7次失误，领先于所有美国联盟的游击手，也创造了红袜队队史的纪录。

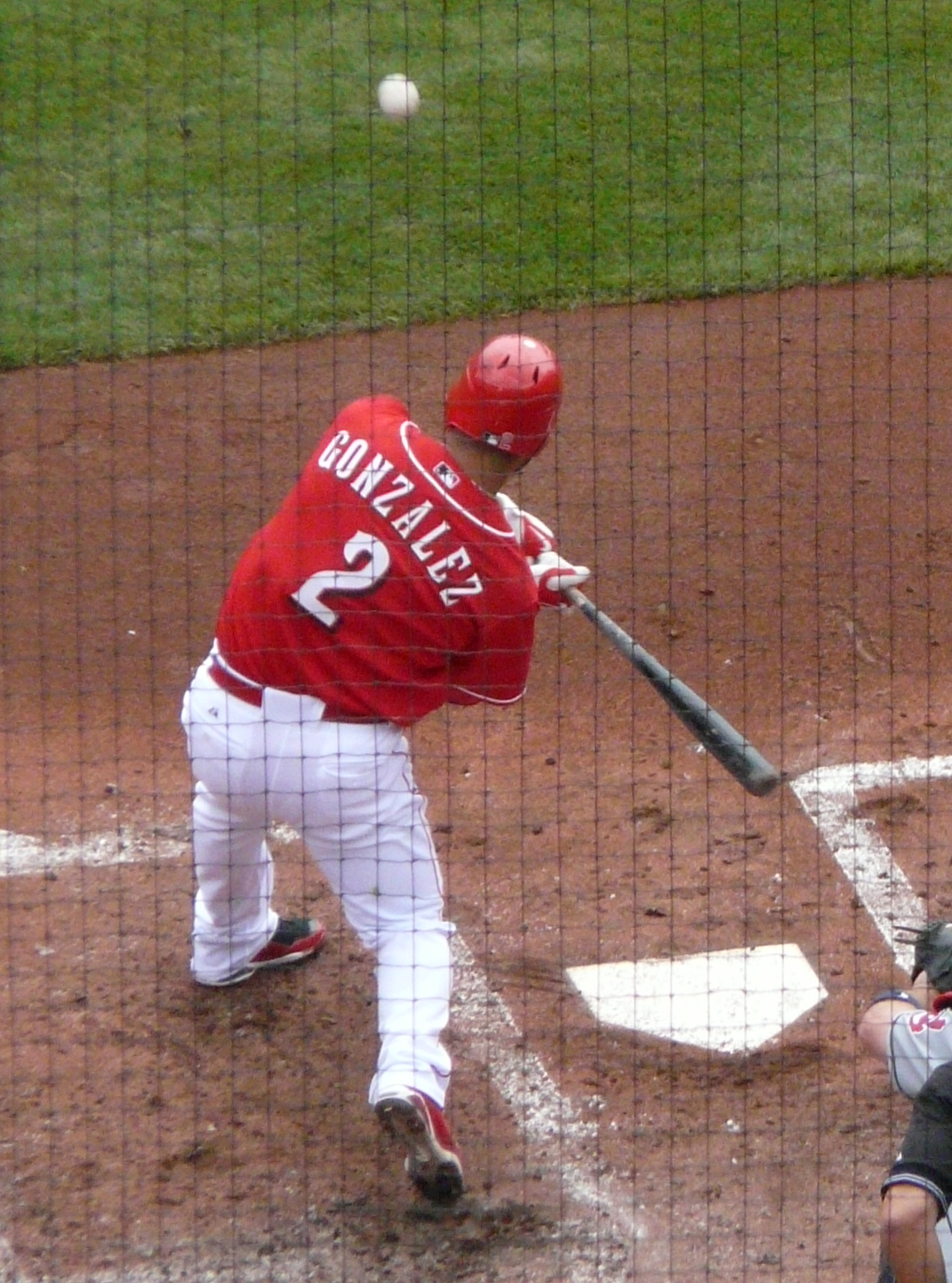
为辛辛那提红人效力期间的冈萨雷斯

2007年冈萨雷斯转战辛辛那提红人，和球队签了三年价值1400万美元的合约。伤病仍然困扰着冈萨雷斯，膝部手术使得他错过了整个2008赛季。

### 2009年－至今
由于杰德·罗锐的受伤，2009年8月14日波士顿红袜用Kristopher Negron换来冈萨雷斯，填补游击手的漏洞，冈萨雷斯又重新披上红袜队的战袍。赛季结束后他和多伦多蓝鸟签订了一年的合同。
2010年7月14日，亞特蘭大勇士以Yunel Escobar和Jo-Jo Reyes向多倫多藍鳥交易冈萨雷斯。
2011年12月8日，冈萨雷斯和密爾瓦基釀酒人簽下1年425萬美金的的合約，包括2013年400萬美金的球隊選擇權，當他的打數來到525時，2013年的合約將自動生效。